# Sixten Ringbom
Sixten Ivar Alexander Ringbom, född 27 juli 1935 i Åbo, död 18 augusti 1992 på samma ort, var en finlandssvensk konsthistoriker. Han var son till professor Lars-Ivar Ringbom och far till grafikern Veronika Ringbom.
Ringbom avlade filosofie doktorsexamen 1965. Hans avhandling, Icon to Narrative, the Rise of the Dramatic Close-up in Fifteenth Century Devotional Painting, har kommit ut i flera utgåvor samt översatts till franska. Han var verksam vid Donnerska institutet vid Åbo Akademi från 1959 till 1963 som amanuens och från 1963 till 1970 som underbibliotekarie. År 1970 tillträdde han tjänsten som professor i konsthistoria med konstteori vid samma lärosäte.
Han författade en rad inflytelserika verk inom konsthistoria; bland dessa märks särskilt The Sounding Cosmos (1970) om det abstrakta måleriet, som väckte kontrovers på den internationella scenen. Han medverkade som redaktör för de stora översiktsverken om Finlands konst, Konsten i Finland (1978) och Art History in Finland before 1920 (1986). Mellan 1969 och 1973 var han huvudredaktör för Finsk Tidskrift.
Han var Nordens internationellt mest respekterade och kända konsthistoriker.